# Husův sbor (Doubrava)
Kostel Husova sboru Církve československé husitské (Husův sbor) v Doubravě v okrese Karviná. Náboženská obec Orlová-Doubrava, vikariát Ostrava, Olomoucká diecéze. Kostel byl postaven v roce 1928, v roce 2001 byl prohlášen kulturní památkou České republiky.

## Historie
V roce 1921 byla v Doubravě založena Církev československá husitská (CČSH). Bohoslužby byly konány v měšťanské škole. Dne 29. dubna 1928 byl položen základní kámen a slavnostně otevřen 4. listopadu 1928 biskupem církve československé husitské Ferdinandem Stiborem. Projekt a stavební práce provedl doubravský stavitel Čeněk Volný. V roce 1966 byla provedena přestavba interiéru kostela. V roce 1998 byl kostel rekonstruován a znovu otevřen 25. října 1998.

## Architektura
Jednolodní neorientovaná stavba obdélného půdorysu se železobetonovou vyzdívanou konstrukcí a plochou střechou, hmotově rozčleněna hranolovou věží na jižním nároží jihozápadního průčelí, kvádrem lodi a přízemním přístavkem kanceláří při severozápadním závěru budovy.
Jihozápadní vstupní průčelí tříosé, v ose přízemí prolomen obdélný vchod, vložený do ústupkového portálu. Postranní osy přízemí a osy I. patra obdélné, okna členěna geometricky sestavenými skly v kovových rámech. Průčelí rozčleněné lizenovými rámy a završené jednoduchou korunní římsou, na kterou dosedá atika ze železobetonových rámů, původně vyplněných balustrádou.
Věž na jižním nároží vystupuje o zvonové patro nad hmotou lodi. Na všech čtyřech stranách prolomena po jednom obdélném oknu. Fasáda věže členěna lizenovými rámy a ukončena profilovanou korunní římsou.
Postranní průčelí lodi prolomena šesti obdélnými okenními osami, vyplněnými geometricky sestavenými zčásti barevnými skly, osazenými kovovými rámy. Jednotlivé osy odděleny lizénami, na které dosedá profilovaná korunní římsa. Na členění fasád navazuje atika tvořená i v tomto případě železobetonovými rámy bez výplně.
Závěr kostela tvořen přízemním přístavkem s rovnou střechou a s trojosým severovýchodním průčelím, u západního nároží prolomeným obdélným vchodem krytým pultovou markýzou. Fasády přístavku komponovány obdobně jako fasády lodi – s lizénami rytmizujícími zdmi, profilovanou korunní římsou a na ni navazující rámovou atikou.

## Interiér
Vnitřní prostor kostela členěn u vchodu na plochostropou předsíň a železobetonové schodiště na kruchtu se zděnou poprsní. Do lodi se předsíň otvírá obdélným vchodem dvoukřídlými dveřmi. Interiér lodi je utvářen železobetonovou rámovou konstrukcí, rytmizující postranní zdi lodi přízedními pilíři, na které dosedá trámový železobetonový strop. Oltářní prostor zvýšen o tři stupně nad prostor lodi. Zeď závěru po stranách prolomena dvěma obdélnými vchody. Střední část závěrové zdi původně opatřena nikou, nyní zazděna. Mobiliář pořízen po 2. světové válce. Dlažby z devadesátých let 20. století.

## Nápis nad hlavním vchodem do budovy
| „ | Živ buď, národe, posvěcený v Bohu! | “ |

## Další informace
Kolem kostela Husova sboru vede Doubravská naučná stezka, která zde má také umístěný informační panel věnovaný kostelu a Janu Husovi.

## Galerie

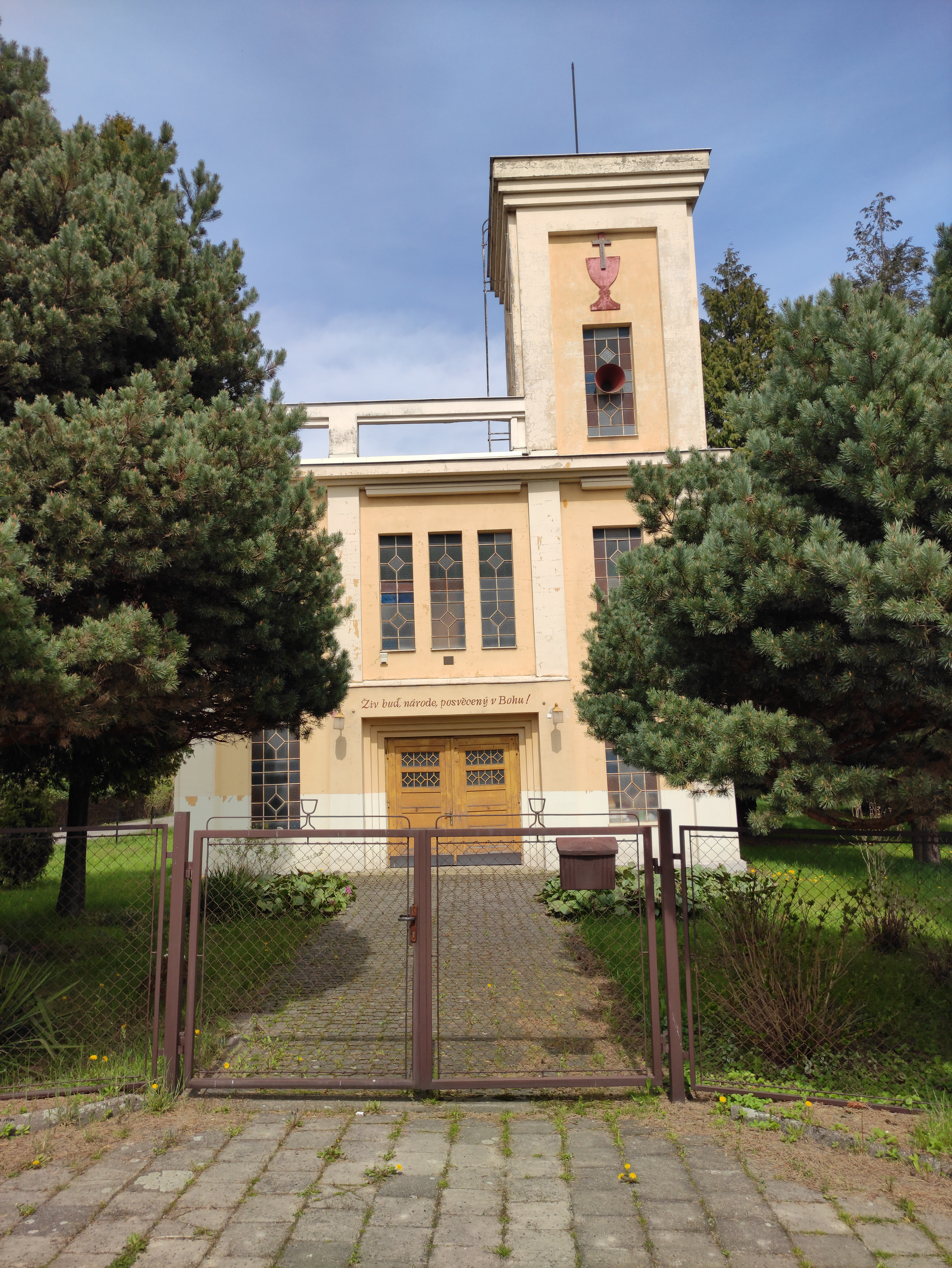
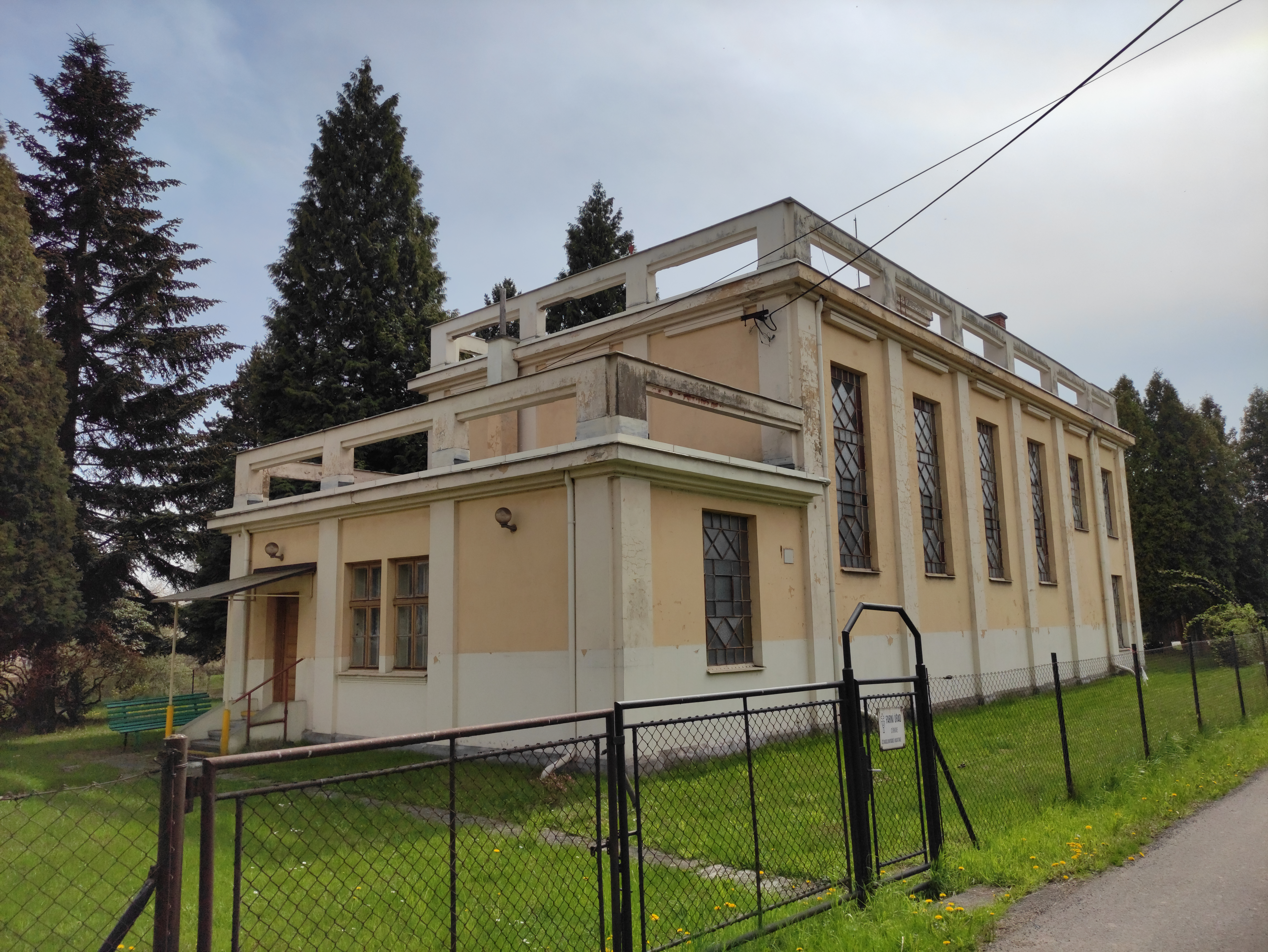
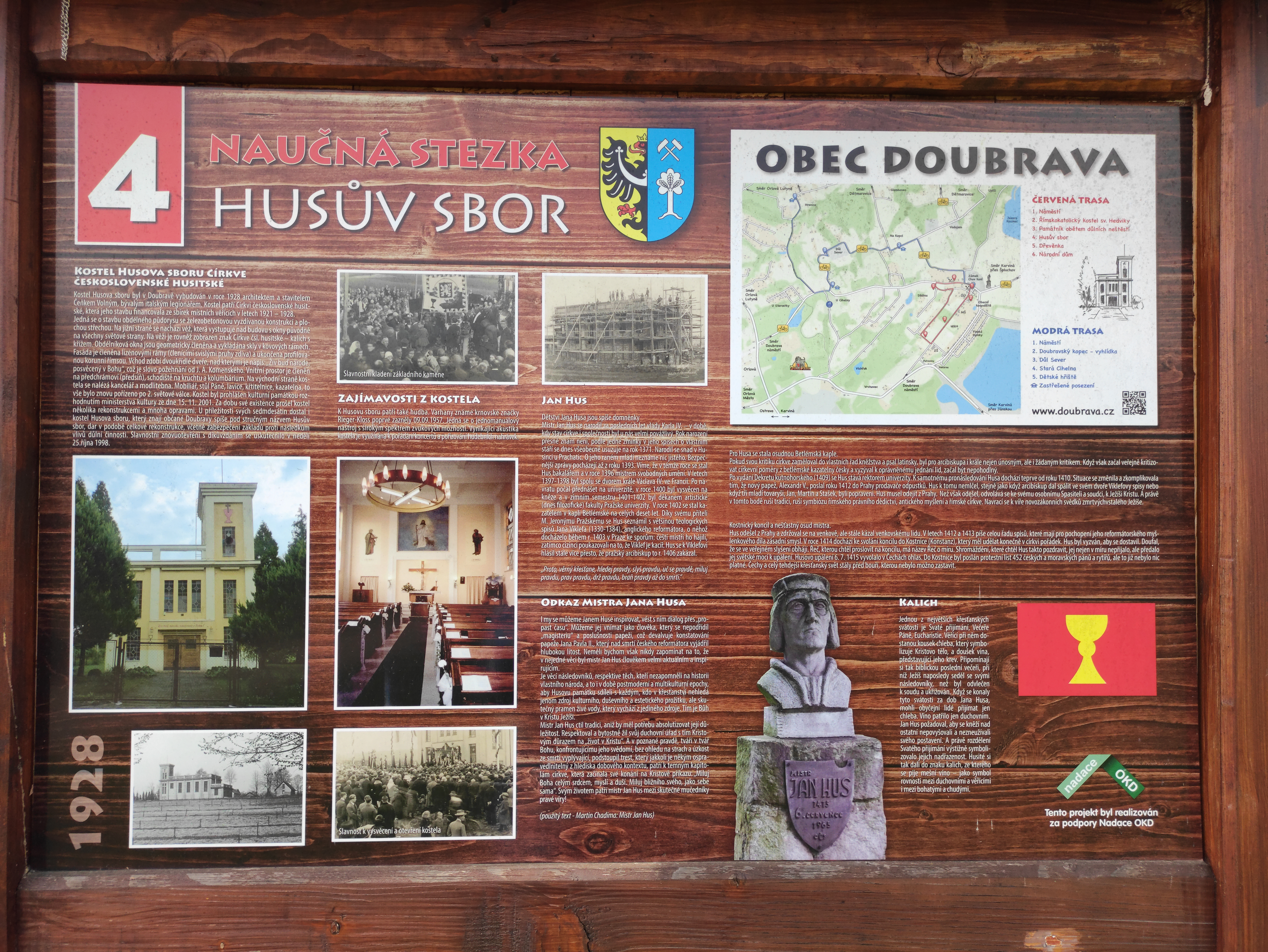